# FIA World Endurance Championship
FIA World Endurance Championship, förkortat WEC, är ett bilsportsmästerskap för tillverkare och förare inom sportvagnsracing som startade 2012.
Mästerskapet organiseras av Automobile Club de l'Ouest (ACO) och sanktioneras av Fédération Internationale de l'Automobile (FIA). Serien är det första officiella världsmästerskapet för sportvagnar på två decennier och ersatte ACO:s Intercontinental Le Mans Cup.
Mästerskapet omfattade under första säsongen åtta tävlingar på tre kontinenter, inklusive Le Mans 24-timmars. Världsmästartitlar utdelas till tillverkare och förare i stora LMP1-klassen.

## Mästare
| Säsong                 | LMP1 Team (Privatteam) | LMP2 Team            | GT Pro Team         | GT Am Team           |
| Säsong                 | LMP1 Tillverkare       |                      |                     | GT Am Tillverkare    |
| ---------------------- | ---------------------- | -------------------- | ------------------- | -------------------- |
| 2012                   | Rebellion Racing       | Starworks Motorsport | AF Corse            | Larbre Compétition   |
| 2012                   | Audi                   |                      |                     | Ferrari              |
| 2013                   | Rebellion Racing       | OAK Racing           | AF Corse            | 8 Star Motorsports   |
| 2013                   | Audi                   |                      |                     | Ferrari              |
| 2014                   | Rebellion Racing       | SMP Racing           | AF Corse            | Aston Martin Racing  |
| 2014                   | Toyota                 |                      |                     | Ferrari              |
| 2015                   | Rebellion Racing       | G-Drive Racing       | Team Manthey        | Aston Martin Racing  |
| 2015                   | Porsche                |                      |                     | Porsche              |
| 2016                   | Rebellion Racing       | Signatech Alpine     | Aston Martin Racing | AF Corse             |
| 2016                   | Porsche                |                      |                     | Ferrari              |
| 2017                   | -                      | Vaillante Rebellion  | AF Corse            | Aston Martin Racing  |
| 2017                   | Porsche                |                      |                     | Ferrari              |
| 2018-19                |                        | Signatech Alpine     |                     | Project 1 Motorsport |
| 2018-19                | Toyota                 |                      | Porsche             |                      |
| 2019-20                |                        | United Autosports    |                     | AF Corse             |
| 2019-20                | Toyota                 |                      | Aston Martin        |                      |
|                        |                        | LMP2 - Team          |                     | LMGTE Am - Team      |
| Hypercar - Tillverkare |                        | LMGTE - Tillverkare  |                     |                      |
| 2021                   |                        | Team WRT             |                     | AF Corse             |
| 2021                   | Toyota                 |                      | Ferrari             |                      |
| 2022                   |                        | Jota Sport           |                     | TF Sport             |
| 2022                   | Toyota                 |                      | Ferrari             |                      |
| 2023                   |                        | Team WRT             |                     | Corvette Racing      |
| 2023                   | Toyota                 |                      |                     |                      |
|                        | Hypercar - Team        |                      | LMGT3 - Team        |                      |
| Hypercar - Tillverkare |                        |                      |                     |                      |
| 2024                   | Hertz Team Jota        |                      | Manthey PureRxcing  |                      |
| 2024                   | Toyota                 |                      |                     |                      |